# Rote Kaserne (Memmingen)
Die Rote Kaserne ist eine alte Soldatenkaserne der oberschwäbischen Stadt Memmingen in Bayern.

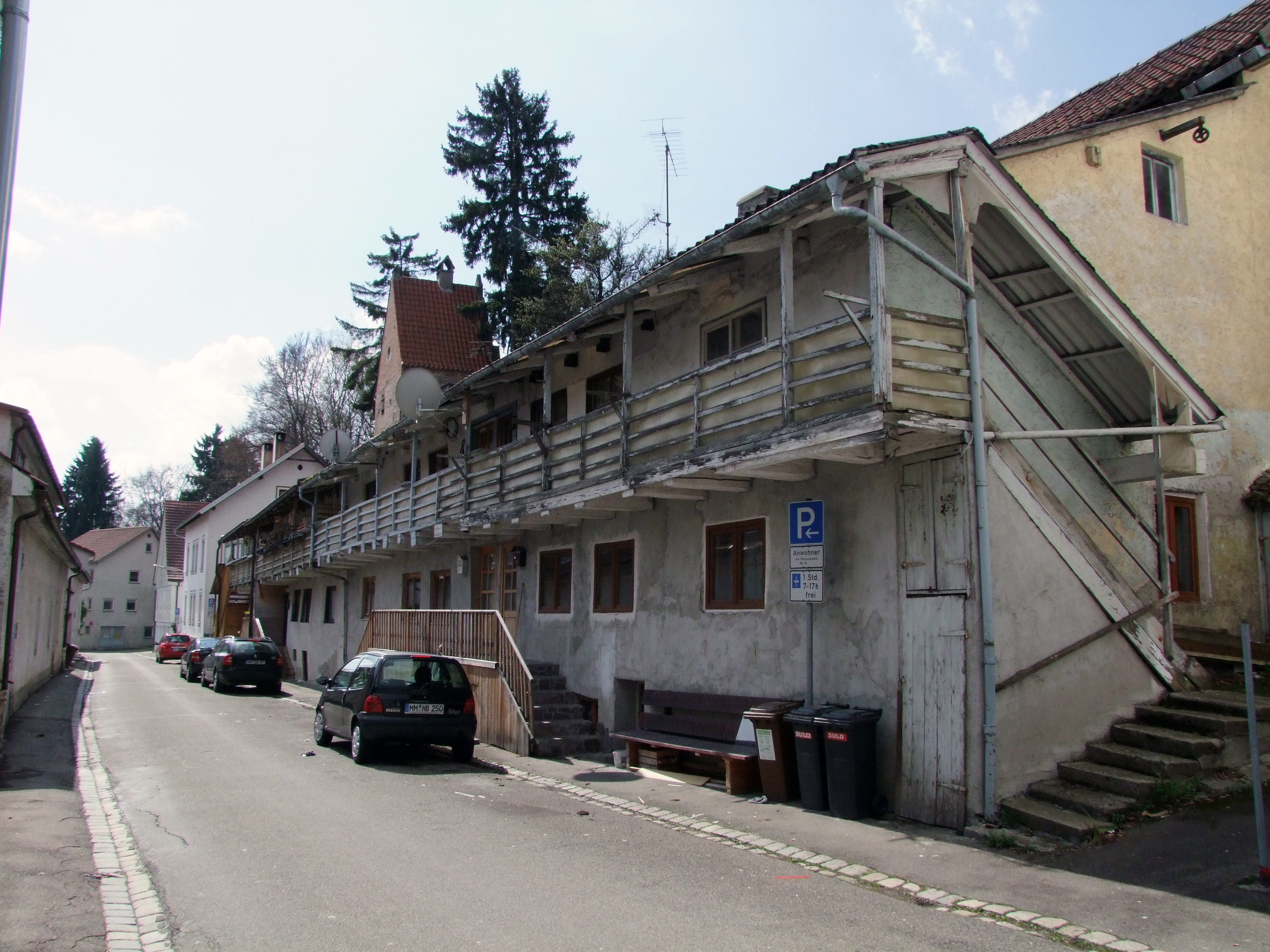
Rote Kaserne vor dem Soldatenturm

## Lage
Die Rote Kaserne steht zwischen dem Soldatenturm und dem Lindauer Tor.

## Aussehen
Das Gebäude ist ein zweistöckiger Fachwerkbau. In das zweite Stockwerk gelangt man über eine hölzerne, laubenförmige Außentreppe. An der linken Seite schließt sich der Soldatenturm an. Als Rückwand dient die Stadtmauer.

## Geschichte
Die Rote Kaserne ließ  der bayerische Kurfürst Maximilian II. 1702 für die in Memmingen stationierten Soldaten an der westlichen Stadtmauer errichten, nachdem er die Stadt nach einer Belagerung eingenommen hatte. Die gleichzeitig gebaute Schwarze Kaserne brannte 1898 ab. Bald wurde Memmingen allerdings wieder Freie Reichsstadt, wodurch die Kasernen überflüssig wurden. Seitdem sind in der Roten Kaserne Wohnungen untergebracht.